# Eparchie Kairo (Chaldäer)
Die Eparchie Kairo (lat.: Eparchia Cahirensis Chaldaeorum) ist eine in Ägypten gelegene Eparchie der chaldäisch-katholischen Kirche mit Sitz in Kairo.

## Geschichte
Die Eparchie Kairo wurde am 23. April 1980 durch Papst Johannes Paul II. errichtet. 

## Bischöfe der Eparchie Kairo
- Ephrem Bédé, 1980–1984
- Youssef Ibrahim Sarraf, 1984–2009
- Sedisvakanz, seit 2009